# Österreichische Fußballmeisterschaft 1927/28
Die Österreichische Fußballmeisterschaft 1927/28 wurde vom Wiener Fußball-Verband ausgerichtet und von dessen Mitgliedern bestritten. Als Unterbau zur I. Liga diente die eingleisig geführte II. Liga. Diese Ligen waren nur für professionelle Fußballvereine zugänglich. Zudem wurden von weiteren Bundeslandverbänden Landesmeisterschaften in unterschiedlichen Modi auf Amateur-Basis ausgerichtet.

## I. Liga
In der Saison 1927/28 der österreichischen Meisterschaft konnte der Vorjahres-Überraschungsmeister Admira weitgehend dominieren und sich seinen zweiten Titel sichern. Der schärfste Verfolger Rapid wurde in beiden Spielen jeweils 3:1 geschlagen, wobei Torschützenkönig Toni Schall gleich fünf dieser sechs schwarz-weißen Treffer erzielte. Auch bei der endgültigen Entscheidung am 10. Juni 1928 beim 2:0 gegen die Hakoah schoss er beide Tore. Die Jedleseer rundeten die Saison mit dem ÖFB-Cupsieg ab. Dadurch nahmen sie und nicht Cupfinalist WAC, sondern Vizemeister Rapid am Mitropapokal 1928 teil, wo letztere zum zweiten Mal in Serie ins Finale einzogen.

### Abschlusstabelle
| Pl. | Verein               | Sp. | S  | U | N  | Tore    | Diff. | Punkte |
| --- | -------------------- | --- | -- | - | -- | ------- | ----- | ------ |
| 1.  | SK Admira Wien (M,C) | 24  | 18 | 3 | 3  | 069:300 | +39   | 39     |
| 2.  | SK Rapid Wien        | 24  | 18 | 0 | 6  | 082:460 | +36   | 36     |
| 3.  | First Vienna FC 1894 | 24  | 14 | 4 | 6  | 069:440 | +25   | 32     |
| 4.  | SC Wacker Wien       | 24  | 13 | 6 | 5  | 053:320 | +21   | 32     |
| 5.  | Floridsdorfer AC     | 24  | 11 | 3 | 10 | 059:550 | +4    | 25     |
| 6.  | ASV Hertha Wien (A)  | 24  | 10 | 3 | 11 | 046:520 | −6    | 23     |
| 7.  | SK Slovan Wien       | 24  | 7  | 7 | 10 | 042:450 | −3    | 21     |
| 8.  | FK Austria Wien      | 24  | 8  | 4 | 12 | 045:520 | −7    | 20     |
| 9.  | Wiener Sport-Club    | 24  | 6  | 7 | 11 | 037:570 | −20   | 19     |
| 10. | Wiener AC            | 24  | 7  | 4 | 13 | 050:500 | ±0    | 18     |
| 11. | Brigittenauer AC     | 24  | 5  | 8 | 11 | 037:710 | −34   | 18     |
| 12. | SC Hakoah Wien       | 24  | 5  | 6 | 13 | 024:540 | −30   | 16     |
| 13. | 1. Simmeringer SC    | 24  | 5  | 3 | 16 | 042:670 | −25   | 13     |

### Torschützenliste
|    | Tore    | Spieler             | Verein               |
| -- | ------- | ------------------- | -------------------- |
| 1  | 36 Tore | Anton Schall        | SK Admira Wien       |
| 2. | 20 Tore | Ferdinand Wesely    | SK Rapid Wien        |
| 3  | 19 Tore | Rudolf Hanel        | SK Slovan Wien       |
| 4. | 18 Tore | Friedrich Gschweidl | First Vienna FC 1894 |
|    |         | Karl Langer         | Floridsdorfer AC     |

siehe auch Die besten Torschützen

### Die Meistermannschaft
Friedrich Franzl (23), Friedrich Wieser (1) – Anton Janda (23), Georg Vozi (21) – Johann Klima (19/2), Anton Koch (24), Karl Schott (23), Rudolf Wostrak (4), Edmund Stern (12), Cerny (3/1), Herich (1), Hödl (1) – Ignaz Sigl (24/14), Franz Runge (19/6), Karl Stoiber (21/9), Anton Schall (23/36), Karl Klima (20/1), Bartosch (1), Karl Tringler (1) – Trainer: Johann Skolaut

## II. Liga

### Abschlusstabelle
| Pl. | Verein                       | Sp. | S  | U | N  | Tore    | Diff. | Punkte |
| --- | ---------------------------- | --- | -- | - | -- | ------- | ----- | ------ |
| 1.  | SC Nicholson Wien            | 22  | 18 | 4 | 0  | 110:230 | +87   | 40     |
| 2.  | Wiener Bewegungsspieler      | 22  | 16 | 1 | 5  | 064:310 | +33   | 33     |
| 3.  | SC Weiße Elf Wien            | 22  | 11 | 6 | 5  | 082:590 | +23   | 28     |
| 4.  | SpC Rudolfshügel (Ab)        | 22  | 11 | 4 | 7  | 062:430 | +19   | 26     |
| 5.  | Gersthofer SV                | 22  | 9  | 4 | 9  | 048:460 | +2    | 22     |
| 6.  | SC Neubau                    | 22  | 10 | 2 | 10 | 052:730 | −21   | 22     |
| 7.  | 1. Favoritner FC Vorwärts 06 | 22  | 10 | 4 | 8  | 065:400 | +25   | 24     |
| 8.  | SV Donau Wien                | 22  | 8  | 3 | 11 | 050:710 | −21   | 19     |
| 9.  | SC Viktoria XXI              | 22  | 5  | 4 | 13 | 045:710 | −26   | 14     |
| 10. | SC Bewegung XX               | 22  | 6  | 2 | 14 | 041:800 | −39   | 14     |
| 11. | IAF-Libertas                 | 22  | 5  | 2 | 15 | 043:620 | −19   | 12     |
| 12. | Meidlinger Sportfreunde (A)  | 22  | 3  | 4 | 15 | 035:980 | −63   | 10     |

## Landesligen

### Niederösterreich
In Niederösterreich fand keine gesonderte Landesmeisterschaft statt. Die stärksten niederösterreichischen Vereine spielten mit den Reservemannschaften der erstklassigen Wiener Professionalvereine eine Gemischte Meisterschaft in zwei regionalen Staffeln. Die jeweils bestplatzierten Provinzvereine dieser beiden Staffeln spielten danach ein Finale um den niederösterreichischen Meistertitel.
Finale Niederösterreich 1927–28
|                    | Gesamt |            | Hinspiel | Rückspiel |
| ------------------ | ------ | ---------- | -------- | --------- |
| 1. Korneuburger SV | 4:1    | Badener AC | 3:0      | 1:1       |

### Oberösterreich
Abschlusstabelle
| Pl. | Verein         | Sp. | S  | U | N  | Tore    | Diff. | Punkte |
| --- | -------------- | --- | -- | - | -- | ------- | ----- | ------ |
| 1.  | SV Urfahr Linz | 12  | 11 | 1 | 0  | 048:130 | +35   | 23     |
| 2.  | SC Hertha Wels | 12  | 9  | 1 | 2  | 074:250 | +49   | 19     |
| 3.  | Linzer ASK     | 12  | 7  | 2 | 3  | 058:310 | +27   | 16     |
| 4.  | Germania Linz  | 12  | 5  | 0 | 7  | 042:390 | +3    | 10     |
| 5.  | Welser SC      | 12  | 3  | 1 | 8  | 030:380 | −8    | 07     |
| 6.  | SV Gmunden     | 12  | 3  | 1 | 8  | 022:560 | −34   | 07     |
| 7.  | SV Ried        | 12  | 1  | 0 | 11 | 021:960 | −75   | 02     |

### Salzburg
Abschlusstabelle
| Pl. | Verein                | Sp. | S | U | N | Tore    | Diff. | Punkte |
| --- | --------------------- | --- | - | - | - | ------- | ----- | ------ |
| 1.  | Salzburger AK 1914    | 4   | 3 | 0 | 1 | 016:600 | +10   | 06     |
| 2.  | 1. Salzburger SK 1919 | 4   | 3 | 0 | 1 | 014:120 | +2    | 06     |
| 3.  | FC Hertha Salzburg    | 4   | 0 | 0 | 4 | 010:220 | −12   | 0      |

### Steiermark
In der Steiermark wird nur eine Frühjahresmeisterschaft ausgetragen, da ab der Saison 1928/29 wieder eine Saisonale statt der Jahresmeisterschaft gespielt wird.
Abschlusstabelle
| Pl. | Verein               | Sp. | S | U | N | Tore    | Diff. | Punkte |
| --- | -------------------- | --- | - | - | - | ------- | ----- | ------ |
| 1.  | Grazer AK            | 8   | 7 | 0 | 1 | 039:700 | +32   | 14     |
| 2.  | SK Sturm Graz        | 8   | 6 | 1 | 1 | 027:100 | +17   | 13     |
| 3.  | SC Hakoah Graz       | 8   | 2 | 3 | 3 | 022:220 | ±0    | 07     |
| 4.  | Grazer SC            | 8   | 2 | 2 | 4 | 023:190 | +4    | 06     |
| 5.  | Akademischer SV Graz | 8   | 0 | 0 | 8 | 003:560 | −53   | 0      |

### Tirol
Abschlusstabelle
| Pl. | Verein                  | Sp. | S | U | N  | Tore    | Diff. | Punkte |
| --- | ----------------------- | --- | - | - | -- | ------- | ----- | ------ |
| 1.  | FC Veldidena Innsbruck  | 10  | 8 | 0 | 2  | 044:160 | +28   | 16     |
| 2.  | SV Hötting              | 10  | 8 | 0 | 2  | 034:170 | +17   | 16     |
| 3.  | Innsbrucker AC          | 10  | 6 | 0 | 4  | 035:230 | +12   | 12     |
| 4.  | FC Wacker Innsbruck     | 10  | 5 | 0 | 5  | 032:360 | −4    | 10     |
| 5.  | SV Innsbruck            | 10  | 3 | 0 | 7  | 024:370 | −13   | 06     |
| 6.  | SC Lichtwerke Innsbruck | 10  | 0 | 0 | 10 | 001:410 | −40   | 0      |

### Vorarlberg
Abschlusstabelle
| Pl. | Verein                 | Sp. | S | U | N | Tore    | Diff. | Punkte |
| --- | ---------------------- | --- | - | - | - | ------- | ----- | ------ |
| 1.  | FC Bregenz             | 4   | 3 | 0 | 1 | 007:600 | +1    | 06     |
| 2.  | FA Turnerbund Lustenau | 4   | 2 | 0 | 2 | 010:900 | +1    | 04     |
| 3.  | FC Lustenau 07         | 4   | 1 | 0 | 3 | 008:100 | −2    | 02     |